# بوگوسواف سوخناتسکی
بوگوسواف سوخناتسکی (انگلیسی: Bogusław Sochnacki؛ ‏ ۱۴ اکتبر ۱۹۳۰ – ۲۶ ژوئیهٔ ۲۰۰۴) بازیگر اهل لهستان بود. او مابین سال‌های ۱۹۵۰ تا ۲۰۰۳ در بیش از ۱۰۰ فیلم سینمایی و سریال تلویزیونی بازی کرد.
از فیلم‌ها یا مجموعه‌های تلویزیونی که وی در آن‌ها نقش داشته‌است، می‌توان به درست آن سوی این جنگل، سفری برای یک لبخند، سرگذشت استاد تواردوفسکی، پنج، خاکسپاری یک سیب‌زمینی، مجروح در جنگل، ماجراهای میخاو، ترانه عاشقانه‌ای برای یانوشِک، در خوشی و سختی، ع چون عشق، یانا، پوزنان ۵۶، روزها و شب‌ها، داستان گناه، خوبال، قماری بالاتر از زندگی، فندق‌شکن، خاکستر، دست‌نوشته ساراگوسا و سرنشین اشاره نمود.